# Bobô
Pour les articles homonymes, voir Bobo.
Bobô, de son vrai nom Deivson Rogério da Silva est un footballeur brésilien né le 9 janvier 1985 à Gravatá. Il joue comme avant-centre au Sydney FC.

## Biographie
Bobô commence à jouer le football en 1995 (à dix ans) au Brésil au club de Corinthians. Il devient professionnel à l’âge de 19 ans en 2004-2005. Il marqua 5 buts en 18 matchs pour sa première saison.
Il a été prêté par Corinthians au Beşiktaş JK pendant la saison 2005-2006. Après avoir réalisé une bonne saison, Beşiktaş a acheté les droits sur Bobô contre 2,5 millions d’euros au début de la saison 2006-2007.
Pendant la saison 2006-2007 Bobô contribua à la qualification de son équipe en Coupe de l’UEFA contre le CSKA Sofia.
Il a été le meilleur buteur de la Coupe de Turquie en 2006-2007 (en) avec sept buts. Le 9 mai 2007, il est d'ailleurs l'auteur du but de la victoire qui permet à Beşiktaş de remporter la finale (en) en prolongations face au Kayseri Erciyesspor (1-0).
Au cours de la saison 2006-2007, il passa dans les buts après l’expulsion du gardien de but Rüştü Reçber à la quatre-vingtième minute du match contre Trabzonspor. Il devient le troisième joueur de champ à être passé dans les buts après Metin Tekin et Daniel Pancu dans l’histoire du club.
Il marqua son cinquantième but contre le Kocaelispor. Il est aussi le meilleur buteur de l’histoire de Besiktas en marquant 19 buts en Coupe de Turquie.
Lors de la saison 2008-2009 il inscrit 11 buts en 32 matchs sous les couleurs de Besiktas.
De plus, le 14 mai 2009 au Stade İzmir Atatürk en finale de la Coupe de Turquie Fortis face à Fenerbahçe, il marque un doublé (2e et 3e but) et donne une passe décisive à Filip Hološko pour le quatrième but qui donne la victoire à son équipe par 4 buts à 2. Il participe donc grandement au doublé coupe-championnat réalisé en cette saison 2008-2009 par le Besiktas, le premier depuis la saison 1989-1990.
Le 20 décembre 2009, la presse turque annonce son transfert à l'Olympique de Marseille pour 8 millions d'euros, source qui reste à officialiser.
À la fin de la saison 2009-2010 Bobô devient après Ariza Makukula (21 buts/29 matchs) et Julio Cesar (13 buts/31 matchs) le troisième meilleur buteur du championnat turc en marquant 12 buts en 29 matchs. Bobô marque seulement un but en ligue des champions de l'UEFA 2009-2010  et un but en coupe de Turquie 2009-2010.
En juin 2011, libre de tout contrat, son nom est évoqué une nouvelle fois du côté de l'Olympique de Marseille, comme en février 2008 et lors du mercato hivernal 2009.
En août 2011 il s'engage au Cruzeiro EC.
En juin 2012, il revient en Turquie et signe au Kayserispor.

## Palmarès
- Champion du Brésil en 2005 avec le SC Corinthians
- Champion de Turquie en 2009 avec le Beşiktaş JK
- Coupe de Turquie en 2006,  2007,  2009 et  2011 avec le Beşiktaş JK[6]
- Champion de A-League en 2017
- Meilleur buteur de l'A-League en 2018